# يوشيز كوكي
يوشيز كوكي (بالإنجليزية: Yoshi's Cookie)‏ (باليابانية: ヨッシーのクッキー) هي لعبة فيديو صدرت في عام 1992، من سلسلة ألعاب يوشي - سوبر ماريو وهي نوع من ألعاب الألغاز من إنتاج نينتندو. وهي متوفرة على أجهزة نينتندو إنترتينمنت سيستم وسوبر نينتندو إنترتينمنت سيستم وجيم بوي وفرتشويل كونسول. اللعبة من نشر نينتندو إنترتينمنت أنالسيس أند دفيلوبمنت.

## اللعب

### طريقة العمل
طريقة العمل هي لعبة تتكون من 10 راوندات، مع كل جولة تحتوي على 10 مراحل. قبل أن تبدأ اللعبة، يمكن للاعب تعيين الجولة التي يريد أن يلعبها.

### لغز
والهدف من وضع لغز هو واضح في الميدان مع عدد محدود من التحركات. وتتراوح الألغاز من البسيط إلى المعقد